# Bộ Tư pháp (Cuba)
Bộ Tư pháp (tiếng Tây Ban Nha: Ministerio de Justicia), viết tắt MINJUS, là cơ quan chính phủ Cuba chịu trách nhiệm về hệ thống pháp luật ở Cuba. Bộ này chính thức thành lập vào năm 1959 và là thành viên trực thuộc Hội đồng Bộ trưởng.

## Nhiệm vụ và quyền hạn
Bộ Tư pháp Cuba có nhiệm vụ và quyền hạn như sau:
- Hướng dẫn, phối hợp xây dựng và thực hiện Kế hoạch lập pháp của Nhà nước và Chính phủ.
- Tham gia tư vấn pháp lý và lập pháp cho Nhà nước, Chính phủ và OACE (Khối cơ quan quản lý trung ương của Nhà nước) và các tổ chức nhà nước khác.
- Phối hợp với các cơ quan ban ngành khác đánh giá tính hiệu quả của văn bản quy phạm pháp luật.
- Thúc đẩy thủ tục xem xét lại các bản án cuối cùng thuộc lĩnh vực hình sự, trao quyền tự do có điều kiện đặc biệt, ra lệnh trục xuất người nước ngoài bị trừng phạt khỏi lãnh thổ quốc gia và hủy bỏ hồ sơ tội phạm.
- Tuyên bố về giá trị pháp lý của văn bản quy phạm pháp luật.
- Chỉ đạo và kiểm soát việc thực hiện các chức năng công chứng về mặt kỹ thuật, quy phạm và phương pháp.
- Chỉ đạo và kiểm soát chính sách đăng ký hồ sơ công và điều chỉnh hoạt động của chúng, phối hợp với các cơ quan tương ứng.
- Đại diện cho Nhà nước trong các thủ tục pháp lý về phân chia, xét xử, chia tách, xác định lại và đăng ký bất động sản.
- Thành lập và tổ chức "Ủy ban Bồi thường" theo quy định của Luật số 80 năm 1996.
- Thiết lập hướng dẫn về phương pháp-kỹ thuật cho cố vấn pháp lý của OACE, tổ chức nhà nước và đơn vị thuộc khu vực liên doanh và tư nhân.
- Quy định dịch vụ do Nhân viên Tư vấn Pháp luật cung cấp.
- Thực hiện chức năng mà Luật quy định liên quan đến dịch vụ do ONBC (văn phòng luật tập thể) cung cấp.
- Quy định dịch vụ hỗ trợ pháp lý do hiệp hội dịch vụ dân sự cung cấp.
- Giải quyết vấn đề pháp lý phát sinh từ mối quan hệ với các tổ chức giáo hội hoặc tôn giáo.
- Hướng dẫn, kiểm soát việc áp dụng chính sách đối với các vấn đề về hiệp hội và quỹ.
- Đại diện cho Nhà nước trước các hiệp hội mà Bộ là cơ quan có mối liên hệ.
- Chỉ đạo việc xuất bản, in ấn và lưu hành Công báo Cộng hòa Cuba.
- Đẩy mạnh việc phát triển Công nghệ Thông tin Pháp luật.
- Tham gia cùng các cơ quan, tổ chức tương ứng vào việc phổ biến Pháp luật và góp phần giáo dục pháp luật cho người dân.

## Danh sách Bộ trưởng (sau năm 1959)
- Angel Fernandez Rodriguez[2] (1959)
- Alfredo Yabur Maluf[2][3] (1959–1972)
- Armando Torres Santrayl[4] (1973–1979)
- Osvaldo Dorticos Torrado[5] (1980–1983)
- Hector Garcin y Guerra[2] (1983)
- Ramon de la Cruz Ochoa[2] (1983)
- Mercedes Castro[2] (1983)
- Juan Escalona Reguera[6] (1983–1990)
- Carlos Amat Fores[7] (1990–1996)
- Roberto Diaz Sotolongo[8] (1996–2007)
- Maria Esther Reus Gonzalez[9] (2007–2018) [nữ bộ trưởng đầu tiên]
- Oscar Manuel Silveira Martínez (2018 đến nay)